# Гнейс

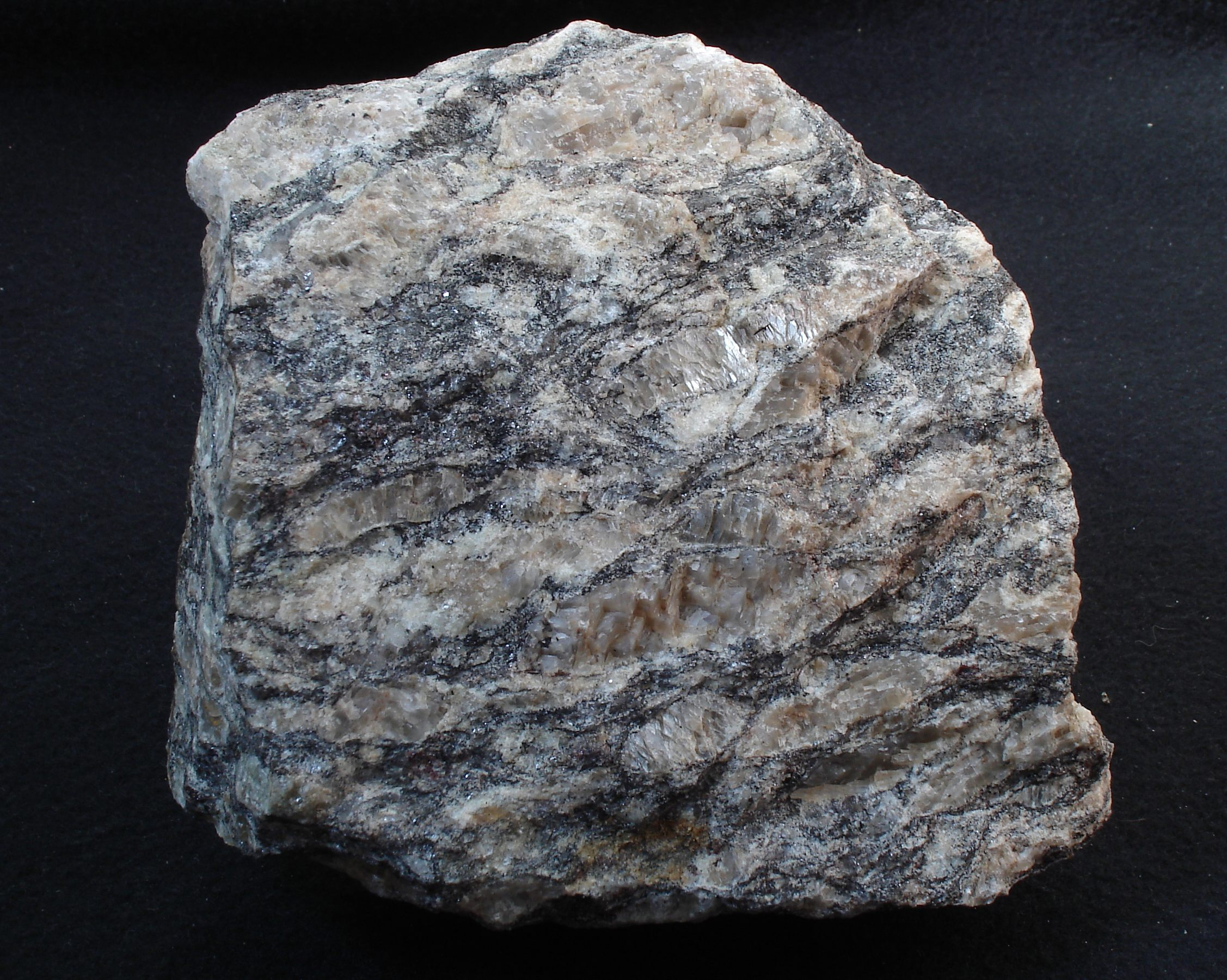
Гнейс

Гнейс, ґнейс (нім. Gneis, від давн.в-нім. gneisto, сер.-в.-нім. ganeist(e), g(e)neiste — «іскра») — зерниста (розмір зерен понад 0,2-0,3 мм) метаморфічна гірська порода з характерною паралельною текстурою.

## Назва
Гнейс (у давньоверхньонімецькій мові gneisto, середньоверхньонімецькій ganeist(e), g(e)neiste «іскра») — термін, яким у Саксонії з 16 століття шахтарі називали метаморфічні породи з паралельною текстурою, які містять понад 20 % польового шпату. До початку 19 століття поширеними синонімами були: Gneus або Geneus.

## Загальний опис
Складається переважно з польового шпату, а також кварцу та кольорових мінералів. Другорядні мінерали гнейсу: гранат, кордієрит, дистен, силіманіт і інші. Акцесорні мінерали: сфен, рутил, циркон, апатит, магнетит, карбонати.
Характеризується більш-менш чітко визначеною паралельно-тонкосмугастою текстурою, що характеризується чергуванням темних і світліших смуг без чіткого розщеплення. Переважають гранобластові та порфіробластові структури. 
За характером первинних порід (ступенем метаморфізму) виділяють парагнейси і ортогнейси. Перші утворюються внаслідок глибокого метаморфізму осадових гірських порід, а другі — магматичних (головним чином вулканічних).
За мінеральним складом виділяють плагіогнейси, біотитові, мусковітові, двослюдяні, амфіболові, піроксенові гнейси. За структурою і текстурою розрізнюють гнейси деревоподібні, очкові, стрічкові, листові та інш.
Комбіновані гнейси — граніто-гнейси, діорито-гнейси тощо. Найтиповіші гнейси для древніх докембрійських комплексів. Серед них — сірі гнейси, які відносять до найдавніших гірських порід Землі. Активне утворення гнейсів спостерігалося 2,5-2,0 млрд років тому.
Гнейси поширені в стародавній корі континентальних щитів. Гнейси є одними з найдавніших порід на Землі, наприклад, гнейс Акаста з субарктичної зони Канади (утворився 3,58–4,031 мільярда років тому).
Густина гнейсу — 2,65-2,87, пористість 0,5-3,0 %, водопоглинання 0,2-2,3 %.
Родовища гнейсу відомі в Скандинавії, Канаді, Росії, Україні та інших країнах. Застосовують для виробництва щебеню, тротуарних плит, як облицювальний матеріал.
Термін «гнейс» введено Ф. Ю. Левінсоном-Лессінгом (1931 р.).